# Microsoft Paint
Microsoft Paint, ook afgekort als Paint of MSPaint, is een grafisch programma dat met Windows werd meegeleverd. Het programma heette Paintbrush in versies voor Windows 95. Microsoft kondigde op 20 juli 2017 aan dat Paint werd vervangen. Dat gebeurde vanaf Windows 10. Paint is nog wel in de appstore van Microsoft aanwezig, maar bijvoorbeeld met Microsoft 365 wordt Paint 3D in plaats van Paint aangeboden. Paint 3D biedt alle mogelijkheden van MSPaint.

## Functies
Paint is een programma voor rasterafbeeldingen.
Microsoft Paint is bedoeld om eenvoudige tekeningen te maken. Die kunnen in de volgende bestandsformaten worden opgeslagen: BMP, JPG, PNG en GIF. Het programma is in de loop van de  tijd uitgebreid en verbeterd. Het werd vanaf Windows XP bijvoorbeeld mogelijk om Paint-bestanden in het PNG-formaat op te slaan en onder Windows Vista werd het mogelijk de afbeeldingen bij te snijden.
Paint heeft sinds Windows 7 een lint gekregen, net zoals tegenwoordig alle programma's van Microsoft Office en WordPad.
Het programma heeft de volgende eigenschappen:
- De afmetingen van het deel van het beeldscherm waarop wordt getekend, het canvas, kan vrij worden bepaald. Het is mogelijk een gescande afbeelding daarvoor als ondergrond te gebruiken.
- Er kan in Paint maar aan één tekening tegelijk worden gewerkt. Twee bestanden moeten afwisselend worden geopend en gesloten om in allebei te tekenen.
- Er kunnen verschillende soorten tekengereedschap, daarbij verschillende kleuren en lijnbreedte worden gekozen.
- Er kunnen alleen gebieden uit een tekening worden geselecteerd. Het is niet mogelijk de aparte elementen, waaruit een tekening is opgebouwd, later apart te selecteren.
- Het is mogelijk de volgorde waarin bewerkingen op de tekening zijn uitgevoerd ongedaan te maken, maar alleen in de omgekeerde volgorde dat ze zijn aangebracht.
- Geselecteerde gebieden kunnen worden gekopieerd en elders worden geplakt. Het is daarbij mogelijk alleen pixels met een kleur te kopiëren. Witte pixels in de selectie worden in dat geval niet gekopieerd.
- Er zijn geometrische transformaties, zoals spiegelen, draaien en uitrekken van de tekening mogelijk.
- Het programma kan een negatief van een tekening nemen.

## Alternatieven
Er is voor de verschillende besturingssystemen een lijst van beeldbewerkingssoftware. Sommige programma's daarvan zijn op Paint gebaseerd, er zijn ook geavanceerder programma's, waaronder het huidige Paint3D.